# 石田優佳
石田 優佳（いしだ ゆうか、1986年9月1日 - ）は広島県広島市出身のローカルタレント、グラビアアイドル。「Local★STAR ひらめっ娘学園」（TSS深夜ローカル番組、以下「LS」と略）ではゆうか名義で出演していた。

## プロフィール
- 血液型はA型。身長152cm（ブログ参照）
- 比治山女子高等学校卒業後、安田女子短期大学秘書科入学。タレント活動のため一年間の休学を経て卒業。

## 人物・概要
- 「ひらめっ娘」でのイメージが強いが、雑誌のモデルや広島ホームテレビのローカル番組に出演したことがある。
- 「ゆうかのオールナイト昼」（2006年5月3日 - 7月頃?）でブログを綴っていたが閉鎖。その後、「イマイチユウカがマイニチ」同年9月30日からヤプログで立ち上げて復帰。
- 自身のブログ（「イマイチユウカがマイニチ」）はアクセス数20万件を越し、エンターテイメント・アンケートサイトVSistの「真のブログ女王を決めよう」で1位を獲得するほどの人気ぶりであった。
- 番組出演中は得意の一発芸のほか、独自の毒舌で度々周囲を沸かせた。シュールな一面を持つ。
- T.M.Revolutionのころから西川貴教のファンでありそのアピールは「イマイチ-」にも時々綴られている。好きなアイドルは嵐の櫻井翔。
- 高校卒業後、ヤングマガジン（「ぼくの彼女を紹介します」）でグラビアアイドルデビューを果たす。

## ひらめっ娘としての活動
- 初登場は2005年10月13日放送分の「道楽のココロ」で番組側が募集していた「ひらめっこ体験入学」の体験入学生として参加。1度だけの出演かと思われたが、その「道楽」時代の数週後の放送でゆみこ（西澤由美子）が骨折をして長期離脱したため、毎週ではなかったもののその代役として出演した。後にその出演が視聴者に好評だったのか翌年4月からの「LS」で晴れて正式にレギュラーメンバーになった。
- 2006年6月16日放送分は大学の授業に出なければいけない為収録を途中退席、同年6月30日放送分は発熱で欠席、と「LS」になってからは番組を2度欠席している。
- 一発芸対決で何度も優勝経験がある。
- 2007年2月1日 「ソダテルアイドル」DVD発売（なんちゅうか夜桜「感謝!感激!雨!HIRAME!」「私のハートはチクビンビン2007」「ひらめっ娘のセクシーバスタイム」）
- 2007年2月mugen5610にて初ライブ兼撮影を行う。
- 2007年3月TSS内スタジオにて卒業ライブを行い、数百人を動員した。

## その後
- 「LS」終了後は普通の大学生として生活していたが、『夜型人間』の1コーナー「僕らの映画を守ろうキャンペーン」（2007年11月23日放送分）の映画撮影で久々にテレビ出演した。
- クラブ情報誌RAMPAGEでムラサキスポーツ水着モデル（2007年7月号）、阿修羅ヘアモデル（2007年8月号）で登場。以降同誌にてスナップなど活躍をみせる。

## 主な出演番組

### テレビ
- 道楽のココロ（TSS、2005年10月13日 - 2006年3月23日まで不定期出演）
- Local★STAR ひらめっ娘学園（TSS、2006年4月14日 - 2007年3月16日）
- 夜型人間（TSS、2007年11月23日 - ）

## 雑誌
- ヤングマガジングラビア（2005年6月20日）
- ザテレビジョンなんちゅうか夜桜インタビュー（2006年）
- 広島タウン情報誌 WINK
- 広島クラブ情報誌 RANPAGE